# Mauga Silisili
Le Mauga Silisili est le plus haut sommet de l'ensemble de l'archipel des Samoa. Il est situé au milieu de l'île de Savai'i et culmine à 1 858 m.